# Chen Yi-An
Chen Yi-An (7 de febrero de 1973) es una deportista taiwanesa que compitió en taekwondo.
Ganó dos medallas en el Campeonato Mundial de Taekwondo en los años 1989 y 1991, y dos medallas en el Campeonato Asiático de Taekwondo en los años 1994 y 1998. En los Juegos Asiáticos de 1998 consiguió una medalla de oro.

## Palmarés internacional
| Representando a China Taipéi |                              |                   |           |
| Campeonato Mundial           |                              |                   |           |
| Año                          | Lugar                        | Medalla           | Categoría |
| 1989                         | Seúl (Corea del Sur)         | Medalla de bronce | –51 kg    |
| 1991                         | Atenas (Grecia)              | Medalla de plata  | –60 kg    |
| Juegos Asiáticos             |                              |                   |           |
| Año                          | Lugar                        | Medalla           | Categoría |
| 1998                         | Bangkok (Tailandia)          | Medalla de oro    | –55 kg    |
| Campeonato Asiático          |                              |                   |           |
| Año                          | Lugar                        | Medalla           | Categoría |
| 1994                         | Manila (Filipinas)           | Medalla de oro    | –60 kg    |
| 1998                         | Ciudad Ho Chi Minh (Vietnam) | Medalla de oro    | –60 kg    |